# تبعید و سلطنت
تبعید و سلطنت یا دور از دیار و قلمرو (به فرانسوی: L'exil et le royaume‎) مجموعه ای از شش داستان کوتاه از نویسنده فرانسوی آلبر کامو است که در سال ۱۹۵۷ منتشر شده.
مضمون اساسی این داستان‌ها، تنهایی و احساس بیگانگی و انزوای انسان در جامعه است.  کامو در این داستان‌ها دربارهٔ خارجیانی که در الجزایر زندگی می‌کنند و اختلافات میان جهان اسلام و فرانسه را افزایش می‌دهند، می‌نویسد.
این آثار داستانی انواع اگزیستانسیالیسم یا پوچ گرایی را پوشش می‌دهد.
شش اثر جمع‌آوری شده در این جلد عبارتند از:
- زن زناکار
- مرتد یا روح سردرگم
- مردان خاموش
- مهمان
- هنرمند در حال کار
- سنگ در حال رشد

## برگردان به فارسی
دور از دیار و قلمرو - برگردان پرویز شهدی - انتشارات مجید (به سخن)
تبعید و سلطنت - برگردان محمدرضا آخوندزاده -انتشارات ققنوس

## بن مایه‌ها
1. ↑  Albert Camus's Exile and the Kingdom
2. ↑  «Glimmers of Hope». بایگانی‌شده از اصلی در ۹ نوامبر ۲۰۲۰. دریافت‌شده در ۹ نوامبر ۲۰۲۰.